# Fodboldturneringen 1893-94
Fodboldturneringen 1893–94 var den femte sæson af den danske fodboldliga Fodboldturneringen, arrangeret af Dansk Boldspil-Union. Ligaen havde deltagelse af fem hold, der spillede en dobbeltturnering alle-mod-alle. I tilfælde af uafgjort blev der spillet forlænget spilletid, men i modsætning til de tidligere sæsoner i ligaen blev kampe, der endte uafgjort efter forlænget spilletid ikke spillet om. Kampen mellem Akademisk Boldklub og Kjøbenhavns Boldklub i foråret 1894, der endte 3-3 efter forlænget spilletid, blev altså den første uafgjorte kamp i Fodboldturneringens historie, der ikke blev spillet om.
Kampen mellem Frem og Fri i foråret 1894 blev vundet af førstnævnte uden kamp, og er medtaget i nedenstående stilling med målscoren 0-0.
Turneringen blev vundet af Akademisk Boldklub, som dermed vandt titlen for tredje gang, og som dermed vandt pokalen til ejendom.

## Resultater
| Nr | Hold                 | K | V | U | T | Mf |   | Mi | +/- | P  |
| -- | -------------------- | - | - | - | - | -- | - | -- | --- | -- |
| 1  | Akademisk Boldklub   | 8 | 7 | 1 | 0 | 55 | – | 6  | +49 | 15 |
| 2  | Kjøbenhavns Boldklub | 8 | 5 | 1 | 2 | 32 | – | 7  | +25 | 11 |
| 3  | Boldklubben Frem     | 8 | 5 | 0 | 3 | 29 | – | 15 | +14 | 10 |
| 4  | Boldklubben Fri      | 8 | 2 | 0 | 6 | 7  | – | 35 | −28 | 4  |
| 5  | Boldklubben Arrow    | 8 | 0 | 0 | 8 | 6  | – | 64 | −58 | 0  |

 K: Kampe spillet, V: Vundne kampe, U: Uafgjorte kampe, T: Tabte kampe, Mf: Mål for, Mi: Mål imod, +/-: Måldifference, P: Point

 
| AB's mesterhold |                          |
| Position        | Spiller                  |
| Målmand         | (Émile) Emil Gauguin     |
| Forsvar         | Asmus Diemer             |
| Forsvar         | Jørgen Forchhammer       |
| Midtbane        | C. Christensen           |
| Midtbane        | Frederik Funch (anfører) |
| Midtbane        | Johannes Tornøe          |
| Angreb          | Vilhelm Ellermann        |
| Angreb          | Peter Nielsen            |
| Angreb          | Karl Gadegaard           |
| Angreb          | Johannes Forchhammer     |
| Angreb          | F.L. Lassen              |
| Reserver        | H.C. Hansen              |
| Reserver        | Gabrow                   |
| Reserver        | Edmond Andersen          |
| Reserver        | Julius Wulff             |